# Tour de Colombie 2009
Le Tour de Colombie 2009 a eu lieu du 6 juin au 21 juin 2009. Il est inscrit au calendrier de l'UCI America Tour 2009.

## Équipes participantes
| Équipes                       | Principaux engagés                                                          |
| ----------------------------- | --------------------------------------------------------------------------- |
| UNE-EPM                       | Mauricio Ortega, Giovanni Báez                                              |
| Rock & Racing                 | Francisco Mancebo, Óscar Sevilla, Víctor Hugo Peña, Glen Chadwick           |
| Lotería de Boyacá             | Iván Parra, Fernando Camargo, Javier González                               |
| Colombia es Pasión            | Luis Felipe Laverde, Fabio Duarte                                           |
| Gobernación del Zulia         | José Rujano                                                                 |
| Indeportes Antioquia          | Santiago Botero, Alejandro Cortés (en), Cristhian Montoya                   |
| EBSA                          | Freddy González                                                             |
| Lotería del Táchira           | Ronald González, César Salazar, Artur García                                |
| Para Tunja lo Mejor           | Félix Cárdenas                                                              |
| Néctar de Cundinamarca        | José Castelblanco                                                           |
| GW Shimano                    | Juan Diego Ramírez, Francisco Colorado, Juan Alejandro García, Stiber Ortiz |
| Indervalle Vida Centro        | Heberth Gutiérrez                                                           |
| Boyacá es para Vivirla        | Jefferson Vargas, Freddy Montaña, Edwin Parra, Wilson Cepeda                |
| Alcadías de Armenia y Pereira | Jairo Hernández                                                             |
| Gobernación Nariño            | Alex Atapuma                                                                |
| Estudiantes de Tunja          | Ricardo Mesa (d)                                                            |
| Sawer Jean Forelly            |                                                                             |

## Classement général final[3]
| Pos. | Coureur             | Nationalité | Équipe                 | Temps            |
| ---- | ------------------- | ----------- | ---------------------- | ---------------- |
| 1    | José Rujano         | Venezuela   | Gobernación del Zulia  | 43 h 37 min 55 s |
| 2    | Freddy Montaña      | Colombie    | Boyacá es para Vivirla | +5 min 25 s      |
| 3    | César Salazar       | Colombie    | Lotería del Táchira    | +8 min 49 s      |
| 4    | Mauricio Ortega     | Colombie    | UNE-EPM                | +9 min 35 s      |
| 5    | Luis Felipe Laverde | Colombie    | Colombia es Pasión     | +13 min 17 s     |
| 6    | Edwin Parra         | Colombie    | Boyacá es para Vivirla | +13 min 29 s     |
| 7    | Javier González     | Colombie    | Lotería de Boyacá      | +15 min 27 s     |
| 8    | Giovanni Báez       | Colombie    | UNE-EPM                | +17 min 29 s     |
| 9    | Francisco Colorado  | Colombie    | GW Shimano             | +17 min 43 s     |
| 10   | Fernando Camargo    | Colombie    | Lotería de Boyacá      | +22 min 01 s     |

## Évolution du classement général
| Étapes             | Vainqueur             | Classement général    |
| ------------------ | --------------------- | --------------------- |
| Prologue           | GW Shimano            | Stiber Ortiz          |
| 1re étape          | Juan Alejandro García | Juan Alejandro García |
| 2e étape           | Alejandro Cortés (en) | Juan Alejandro García |
| 3e étape           | Fabio Duarte          | Fabio Duarte          |
| 4e étape           | Wilson Cepeda         | Fabio Duarte          |
| 5e étape           | Artur García          | Javier González       |
| 6e étape           | José Rujano           | José Rujano           |
| 7e étape           | Santiago Botero       | José Rujano           |
| 8e étape           | José Rujano           | José Rujano           |
| 9e étape           | Annulé                | José Rujano           |
| 10e étape          | José Rujano           | José Rujano           |
| 11e étape          | Giovanni Báez         | José Rujano           |
| 12e étape          | Víctor Hugo Peña      | José Rujano           |
| 13e étape          | Glen Chadwick         | José Rujano           |
| 14e étape          | José Rujano           | José Rujano           |
| Classements finals | Classements finals    | José Rujano           |